# (3157) Novikov
(3157) Novikov es un asteroide perteneciente al cinturón de asteroides, descubierto el 25 de septiembre de 1973 por la astrónoma ucraniana Liudmila Zhuravliova desde el Observatorio Astrofísico de Crimea (República de Crimea).

## Designación y nombre
Designado provisionalmente como 1973 SX3. Fue nombrado Novikov en honor al aviador militar y héroe soviético ruso Alekcej Ivanovich Novikov.